# 의라왕
의라왕(依羅王, ? ~316년, 재위 286년~316년)은 부여(夫餘)의 왕으로, 이름은 의라(依羅)이다. 의려왕(依慮王)의 뒤를 이어 왕위에 올랐으며, 선비족에게 상실했던 부여를 재탈환하였다.

## 생애
의라는 의려왕의 아들로 생몰년은 알 수 없다. 285년 선비족 모용외(慕容廆)의 기습을 받아 의려가 죽고 나라가 멸망되었다. 의라를 포함한 의려의 자제들은 옥저로 피신하였다. 의려의 뒤를 이어 왕위에 오른 의라는 286년, 서진(西晉)의 동이교위(東夷校尉) 하감(何龕)에게 구원을 요청하였다. 하감은 독우(督郵) 가침(賈沈)을 파견하여 의라를 돕도록 하였는데, 이에 맞서 모용외가 손정(孫丁)을 보내 요격하게 하였다. 가침이 승리하고 손정을 죽이자 선비족의 군사는 물러났으며, 의라는 부여를 재탈환하였다.